# Xavier Geeraerts
Xavier Geeraerts MAfr (* 4. April 1894 in Melsbroeck (Gemeinde Steenokkerzeel), Belgien; † 23. Februar 1971) war ein belgischer Ordensgeistlicher und römisch-katholischer Apostolischer Vikar von Bukavu.

## Leben
Xavier Geeraerts trat der Ordensgemeinschaft der Weißen Väter bei und empfing am 15. Juli 1922 das Sakrament der Priesterweihe. 
Am 10. Januar 1952 ernannte ihn Papst Pius XII. zum Titularbischof von Lagania und zum Apostolischen Vikar von Costermansville (später Bukavu). Der Erzbischof von Mecheln, Jozef-Ernest Kardinal Van Roey, spendete ihm am 25. März desselben Jahres die Bischofsweihe; Mitkonsekratoren waren der emeritierte Bischof von Lahore, Hector Catry OFMCap, und der Weihbischof in Mecheln, Emiel-Jozef De Smedt.
Xavier Geeraerts trat am 8. März 1957 als Apostolischer Vikar von Bukavu zurück. Geeraerts nahm an allen vier Sitzungsperioden des Zweiten Vatikanischen Konzils teil.